# Фернан Гонсалес
Ферна́н Гонса́лес (исп. Fernán González) (ок. 910 — июнь 970) — граф Кастилии и Бургоса (931—944 и 945—970), положивший начало обретению Кастилией независимости от Королевства Леон и ставший героем кастильского эпоса.
Получив от своего предшественника графство, полностью подчинённое королям Леона, Фернан Гонсалес, то проявляя полную лояльность к власти короля, то участвуя в мятежах, добился значительной автономии своих владений и сумел передать их по наследству своему сыну.
С именем Фернана Гонсалеса жители Кастилии связывали становление государственности своей родины и это нашло отражение в кастильских преданиях, а затем в исторических хрониках и анналах.

## Первоисточники
Источники о времени правления графа Фернана Гонсалеса немногочисленны, однако их всё же больше, чем источников по предшествующим графам Кастилии. Выделяются три основные составляющие первоисточников по истории Кастилии середины X века.
Во-первых, это хроники и анналы, составленные в христианской части Испании. Современных Фернану Гонсалесу кастильских или леонских исторических хроник не существует, а записи в трудах позднейших историков отличаются лаконизмом и описывают, в основном, факты взаимоотношений графа с королями Леона. Наиболее близкой ко времени жизни Фернана Гонсалеса и полной по объёму считается Хроника Сампиро (около 1030 года), текст которой сохранился в более поздних Хронике Нахеры, Хронике Силоса и хронике Пелайо из Овьедо.
Во-вторых, исторические сочинения, написанные в мусульманской части Испании. Они отличаются подробностью, точностью в фактах и хронологии, но освещают, в основном, войны между христианами и маврами. Из мусульманских историков, описывавших историю середины X века, наиболее важны ал-Байан аль-Магриб, Ибн Хайан и Китаб ар-Равд ал-Митар.
В-третьих, немногочисленные сохранившиеся до наших дней хартии времени правления Фернана Гонсалеса. Это очень важный источник, благодаря которому известно о целом ряде фактов, не отражённых в хрониках и анналах.

## Происхождение
Фернан Гонсалес был старшим сыном графа Кастилии Гонсало Фернандеса, основателя династии Лара, и Муниадонны Рамирес. О том, кто были предки Фернана Гонсалеса, точно неизвестно. Наиболее распространённая версия предполагает, что его семья происходила от упоминаемого в хартиях Нуньо Нуньеса из Браньосеры. Менее обоснованы версии о происхождении рода Фернана Гонсалеса от Нуньо Расура, одного из двух судей Кастилии первой половины IX века, или первого графа Кастилии Родриго.
Отец Фернана Гонсалеса скончался в 930-х годах, уже не являясь графом Кастилии и с 920-х годов даже не управляя своими родовыми землями. К этому времени от всех владений Гонсало Фернандеса у его сына осталась только крепость Лара (современный Лара-де-лос-Инфантос). В малолетство Фернана Гонсалеса графством управляла его мать, Муниадонна Рамирес. Пользуясь у подданных любовью и уважением, она подписывалась в хартиях титулом графиня (comitissina).
Впервые имя Фернана Гонсалеса упоминается в хартии об основании монастыря Сан-Педро-де-Арланса, данной 12 января 912 года. Однако установлено, что она является позднейшей переделкой хартии графа Лантарона Гонсало Тельеса, в которой имя менее известного графа было заменено на имя общеизвестного графа Кастилии. Первой исторически достоверной хартией, подписанной Фернаном Гонсалесом, является хартия от 28 января 929 года, выданная Муниадонной и её сыном женской монашеской общине Санта-Мария-де-Лара (так называемая Хартия Арлансы). В ней Фернан Гонсалес подписывается как граф Лара, но уже в апреле этого года в другой хартии он употребляет титул граф Кастилии, хотя точно известно, что в это время он эту должность ещё не занимал.

## Граф Кастилии

### Объединение кастильских земель
Предполагается, что Фернан Гонсалес был назначен королём Леона Рамиро II на должность графа Кастилии и Бургоса в 931 году. Он сменил здесь графа Гутьера Нуньеса, сторонника бывшего короля Альфонса IV. Первая хартия, подписанная Фернаном Гонсалесом (в документе не указан его титул), в которой королём Леона называется уже Рамиро II, датирована 1 января 931 года, то есть временем, когда тот ещё официально не был провозглашён королём.
Доверие Рамиро II к Фернану Гонсалесу ещё более возросло, когда тот в 932 году оказал ему помощь во время попытки Альфонса IV возвратить себе престол. В награду за поддержку король Леона позволил Фернану Гонсалесу жениться на Санче Санчес, богатой вдове, которая благодаря своим двум предыдущим бракам принесла графу Кастилии в приданое Сантильяну, Лантарон, Сересо и Алаву. Таким образом Фернан Гонсалес объединил под своей властью почти всю восточную часть Королевства Леон, став самым могущественным магнатом королевства.

### Войны с маврами
Новый граф Кастилии сразу же включился в войну, которую Рамиро II начал с халифом Кордовы Абд ар-Рахманом III. Уже весной 933 года войско мусульман вторглось в Кастилию и осадило Осму и Сан-Эстебан-де-Гормас. Фернану Гонсалесу и прибывшему ему на помощь королю Рамиро II удалось разбить мавров около Осмы и заставить их покинуть графство. В следующем, 934 году, Абд ар-Рахман III лично возглавил войско. Король Леона и граф Кастилии, не принимая сражения, укрылись в крепостях: Рамиро II в Осме, а Фернан Гонсалес в Сан-Эстебан-де-Гормас. Оставив здесь небольшую часть своего войска, Абд ар-Рахман III двинулся в Наварру, взял Памплону и заставил короля Гарсию I Санчеса признать себя вассалом Кордовского халифата. Оттуда, не встречая сопротивления, мавры вторглись в Кастилию, разорили Алаву, полностью разрушили Бургос, убили множество мирных жителей, в том числе 200 монахов в монастыре Сан-Педро-де-Карденья, которые позднее были причислены Католической Церковью к лику святых. На обратном пути у Осмы Абд ар-Рахман III столкнулся с объединённым войском Рамиро II и Фернана Гонсалеса. В последовавшем сражении мавры потерпели от христиан серьёзное поражение, понеся большие потери. Совершённый мусульманами в 936 году набег на Сомосьерру, закончился безрезультатно из-за гибели их полководца, вали Мадрида Ахмада ал-Лайти.
В 937 году Рамиро II Леонский вмешался в дела Кордовского халифата, поддержав мятеж вали Сарагосы Мухаммада бен Хасима и взяв с него клятву верности. Однако тот должен был вскоре снова признать над собой верховную власть Абд ар-Рахмана III. В ответ на действия короля Леона халиф Кордовы в 939 году организовал большой поход против христиан. Численность войска мавров достигала 100 000 воинов. Абд ар-Рахман III лично принял участие в походе, который у арабских историков получил название Война Всемогущества. На правом берегу реки Дуэро мавры взяли и разрушили христианские крепости Ольмедо, Искар и Алкасарен и в начале августа разбили лагерь около Симанкаса. Сюда же подошло и леоно-кастильское войско во главе с королём Рамиро II и графом Кастилии Фернаном Гонсалесом, к которому присоединились отряды графа Монсона Ансура Фернандеса и короля Наварры Гарсии I Санчеса. 6 августа 939 года началось знаменитое сражение при Симанкасе. Бои продолжались несколько дней. В результате войску христиан удалось нанести удар в тыл войска мавров. Мусульмане обратились в бегство. Сам Абд ар-Рахман III возвратился в Кордову только с 49-ю приближёнными. 21 августа христианам при Аландеге удалось нанести отступающим маврам ещё одно поражение. Число мавров, погибших при Симанкасе и Аландеге, превысило 50 000. Была захвачена огромная добыча, в том числе доспехи самого халифа.
В последующие годы война с маврами продолжалась с переменным успехом. В 940 году Фернан Гонсалес совершил поход против Таламанки, но был разбит, а в ответ мавры совершили поход на Клунию и Пеньяфьель. Поддерживая своего союзника, короля Наварры Гарсию I Санчеса, Рамиро II Леонский в 942 году направил Фернана Гонсалеса против Туделы, но граф Кастилии 5 апреля потерпел поражение от местного вали ал-Туйиба, а в августе мавры сами совершили набег на Кастилию. В июне этого же года в Испанию вторглось войско венгров, которое свой основной удар нанесло по владениям мусульман, разорив области Лериды и Барбастро.
Несмотря на то, что набеги мавров на приграничные районы Королевства Леон и Кастилии продолжались, сражение при Симанкасе ослабили силы Кордовского халифата и мусульмане в ближайшие годы уже не смогли организовывать столь масштабные вторжения как ранее. Это позволило христианам начать заселение пустующих земель вдоль границы с владениями мавров и в течение нескольких лет взять под свой контроль обширные области к югу от реки Дуэро. В этой колонизации активнейшее участие принял и Фернан Гонсалес, который уже в 940 году заселил Сепульведу. Это событие отмечено во всех испано-христианских хрониках. Для привлечения поселенцев в Сепульведу, Фернан Гонсалес издал фуэро, одно из первых кастильских фуэро, текст которого дошёл до наших дней.

## Путь к независимости

### Мятеж против Рамиро II
Между тем заселение новых земель и, следовательно, расширение владений, привели к конфликтам между сеньорами, которые были заняты колонизацией. Особенно ситуация обострилась в 943 году, когда король Рамиро II Леонский разрешить графу Монсона Ансуру Фернандесу заселить Пеньяфьель и близлежащие местности. Это заселение ограничивало возможность продвижения на юг владений Фернана Гонсалеса. В такой же ситуации оказался и граф Сальдании и Карриона Диего Муньос. Они оба были настолько оскорблены действиями короля, что в 944 году начали готовить против него мятеж. Однако Рамиро II узнал о заговоре, схватил обоих сеньоров, взял под стражу и в оковах отправил Фернана Гонсалеса в Леон, а Диего Муньоса в Гордо́н. Весной новым графом Кастилии был поставлен несовершеннолетний сын Рамиро II, Санчо, однако уже летом его здесь сменил Ансур Фернандес. Неизвестно, по каким причинам, но весной 945 года король Рамиро II Леонский примирился с Фернаном Гонсалесом, взял с него новую клятву верности и вновь назначил графом Кастилии. Первая хартия, в которой Фернан Гонсалес титулован графом Кастилии, датирована 22 апреля. Диего Муньос так же получил прощение. Ансур Фернандес возвратился в Монсон, однако Санчо некоторое время продолжал оставаться в Бургосе (выданные здесь за его подписью хартии относятся к 947 и 950 году). О том, в каком статусе находился здесь Санчо и как сложились его отношения с Фернаном Гонсалесом, ничего не известно. Примирение короля Леона и графа Кастилии было скреплено браком: в 945 году сын Рамиро II, будущий король Ордоньо III, вступил в брак с дочерью Фернана Гонсалеса Урракой. Так завершился первый мятеж Фернана Гонсалеса против власти королей Леона.

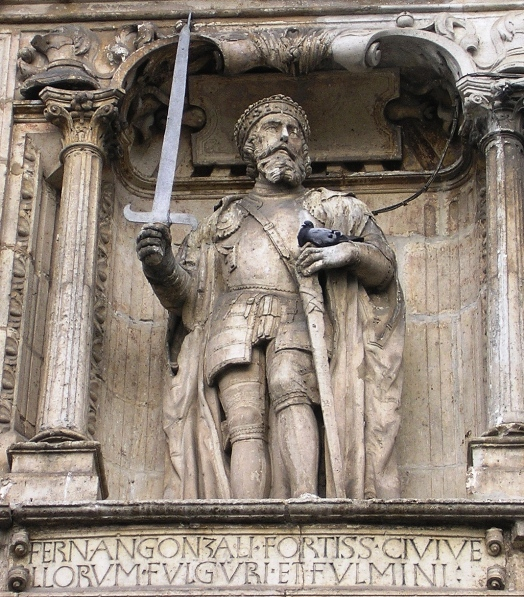
Скульптура Фернана Гонсалеса на арке Санта-Мария в Бургосе

Во время заключения Фернана Гонсалеса, в знак протеста против посягательств короля Леона на вольности графства, кастильцами был восстановлен институт судей Кастилии, который существовал ещё при основании графства в начале IX века, но затем был отменён. Эти судьи должны были без участия короля рассматривать судебные тяжбы между кастильцами. При этом они при вынесении решений должны были руководствоваться не Вестготской правдой и Фуэро Хузго, как было принято в судопроизводстве Королевства Леон, а кастильскими обычаями. После возвращения Фернана Гонсалеса эти судьи были сохранены, став одной из частей аппарата управления графством. В последующие века на основе института судей Кастилии сформировался институт алькальдов.
В последние годы правления короля Рамиро II Фернан Гонсалес поддерживал с королём мирные отношения. Несколько королевских хартий скреплены подписью графа Кастилии. Однако Фернан Гонсалес с 942 года уже не принимал участия в военных действиях короля Леона против мавров, направив все свои усилия на укрепление своего графства. К событиям этого времени относятся основание Фернаном Гонсалесом в 947 году города Сиури и брак его дочери, Муниадонны (Нуньи), с Гомесом Диасом, сыном его союзника Диего Муньоса.

### Мятеж против Ордоньо III
В начале 951 года умер Рамиро II и новым королём Леона стал зять Фернана Гонсалеса Ордоньо III. С первых же дней его правления Фернан Гонсалес стал самым доверенным лицом короля. За период 951—952 годов все хартии Ордоньо III содержат подпись графа Кастилии. Это свидетельствует о том, что Фернан Гонсалес ещё был на стороне короля, когда в 952 году Санчо объявил о своём неповиновении брату и заявил свои претензии на престол. Однако в 953 году отношения между Ордоньо III и Фернаном Гонсалесом резко ухудшились. В результате король изгнал от двора свою жену Урраку Фернандес, дочь Фернана Гонсалеса, а граф Кастилии примкнул к лагерю противников короля Леона. О том, что было предпосылкой разрыва — желание Ордоньо III развестись с женой, или переход Фернана Гонсалеса на сторону Санчо — из дошедших до нас источников установить невозможно. В этом же году Санчо, в союзе с королём Наварры Гарсией I Санчесом и графом Кастилии Фернаном Гонсалесом, выступил в поход на Леон, но при Сан-Эстебан-де-Гормас был разбит Ордоньо III. После этого альянс мятежников распался: король Гарсия I Санчес вернулся в Наварру, туда же бежал и Санчо. Фернан Гонсалес также возвратился в свои владения.
С самого начала правления Ордоньо III мавры активизировали свои нападения на христианские страны севера Испании. Их главные удары были направлены на Леон и Галисию, что некоторое время позволяло Фернану Гонсалесу избегать военных столкновений, но в 955 году войско мавров вторглось и в Кастилию. Мусульмане атаковали Сан-Эстебан-де-Гормас и 22 июля нанесли в её окрестностях поражение Фернану Гонсалесу, однако крепость взять так и не смогли. Зимой 955 / 956 годов графство Кастилия было по просьбе короля Ордоньо III включено в перемирие, заключённое между Королевством Леон и Кордовским халифатом, что говорит о том, что к этому времени Ордоньо III и Фернан Гонсалес полностью примирились. Согласно некоторым источникам, этому способствовало возвращение королевы Урраки ко двору в качестве законной супруги короля.

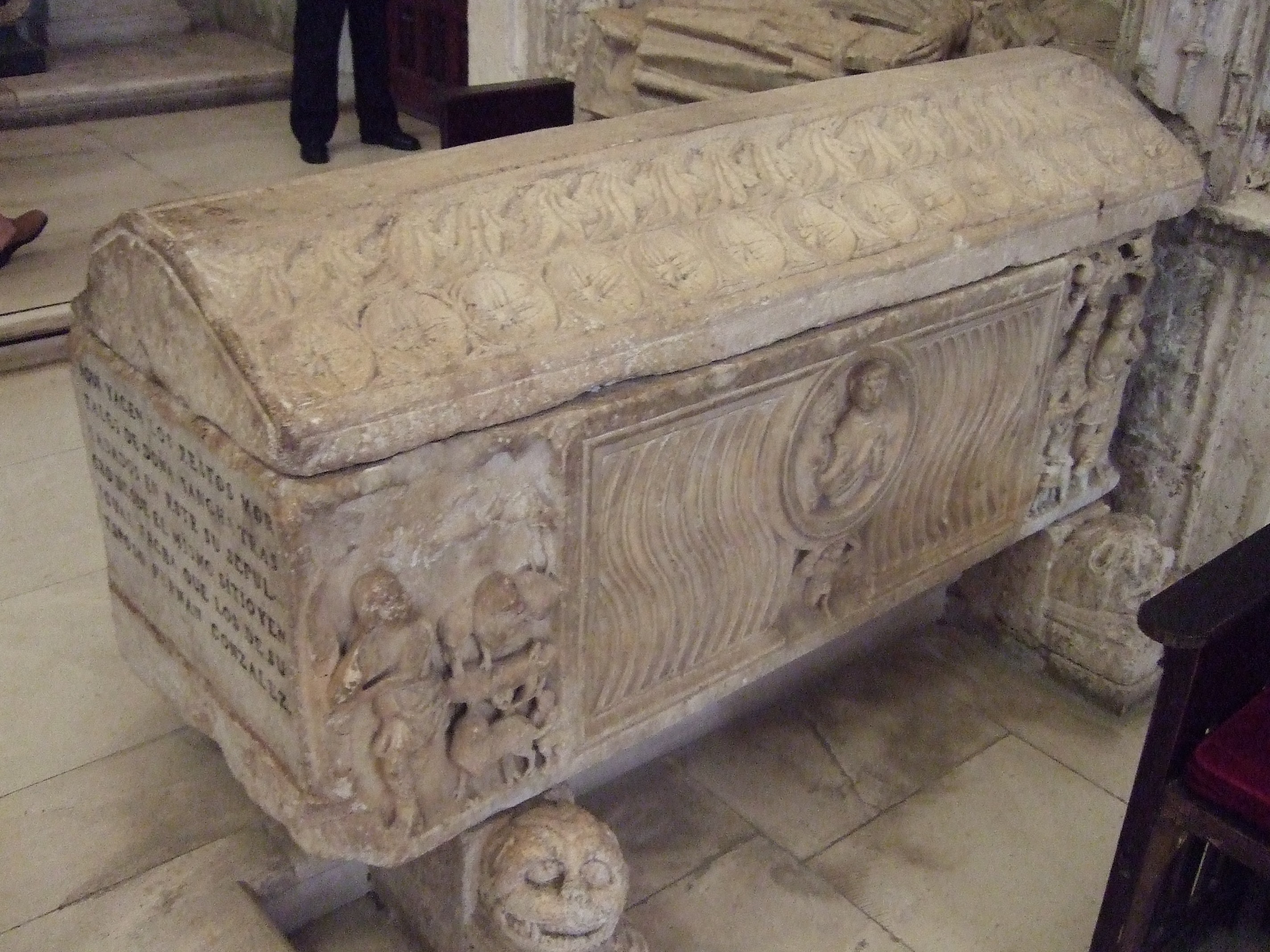
Саркофаг с телом графини Санчи. Собор Сан-Косме-и-Сан-Дамиан в Коваррубиас

Сам Фернан Гонсалес в это время уже был вдовцом. Его жена Санча скончалась и не позднее чем в ноябре 955 года граф Кастилии вступил во второй брак. Новой супругой Фернана Гонсалеса стала Уррака, дочь короля Наварры Гарсии I Санчеса.

### Мятеж против Санчо I
Во второй половине 956 года король Ордоньо III скончался и новым королём был провозглашён его брат Санчо I. Фернан Гонсалес, среди других магнатов королевства, присутствовал на церемонии его коронации, состоявшейся 13 ноября в Сантьяго-де-Компостеле.
Вскоре стало понятно, что новый король не имел способностей к управлению государством. К тому же избыточный вес короля Санчо I, за который его прозвали Толстый, ещё больше способствовал падению его авторитета. Это привело к тому, что к весне 958 года среди знати Королевства Леон возник заговор с целью свержения Санчо I с престола. Во главе мятежников встал Фернан Гонсалес. Кандидатом на престол был выдвинут Ордоньо, сын Альфонса IV, в начале этого года женившийся на дочери графа Кастилии Урраке Фернандес. В марте о своей поддержке мятежа объявили магнаты Галисии. Санчо I, видя, что бо́льшая часть королевства поддерживает Ордоньо, выехал в Наварру, надеясь получить здесь помощь от своих родственников, короля Гарсии I Санчеса и королевы-матери Тоды. Тем временем Фернан Гонсалес разбил одного из последних сторонников короля Санчо I, графа Велу, который с нанятым им отрядом мавров попытался преградить Ордоньо дорогу к Леону. 3 августа Ордоньо въехал в столицу королевства и был здесь провозглашён королём под именем Ордоньо IV. Позднее в Сантьяго-де-Компостела состоялась его коронация.
Новый король стал послушной марионеткой в руках Фернана Гонсалеса. Правя королевством исключительно в интересах графа Кастилии, Ордоньо IV вскоре поссорился почти со всеми своими вассалами. Особенно недовольна была его правлением знать Галисии. Между тем Санчо I вместе с королём Наварры Гарсией I Санчесом и Тодой приехал в Кордову и заключил здесь договор с халифом Абд ар-Рахманом III. Согласно договору Санчо I получал от халифа Кордовы войско в обмен на передачу 10 христианских крепостей к югу от Дуэро. В начале 959 года Санчо I, которого в Кордове излечили от излишнего веса, вступил с войском мавров в Королевство Леон и взял Самору. Ордоньо IV сначала бежал в Астурию, а когда Санчо I взял в следующем году Овьедо — в Бургос. Одновременно в 960 году в восточные области Леона, всё ещё удерживаемые Фернаном Гонсалесом, вторглось войско наваррцев во главе с королём Гарсией I Санчесом. Войско графа Кастилии было разбито при Сируэнии. Сам он был захвачен в плен в церкви Сан-Андреас-де-Сируэния и доставлен к королю Наварры, который поместил его под стражу в крепости Клавихо (это первое документально подтверждённое сообщение о существовании этого города). Ордоньо IV оставался в Бургосе до весны 961 года, опираясь на поддержку верных Фернану Гонсалесу кастильцев. Однако видя, что он не сможет только с помощью кастильского войска вернуть себе престол, Ордоньо IV оставил в Бургосе свою жену, Урраку Фернандес, и с несколькими приближёнными бежал в Кордову, где просил халифа Абд ар-Рахмана III оказать ему военную помощь. Как только Фернан Гонсалес узнал о бегстве его зятя к маврам, он сразу же выразил желание примириться с Санчо I, принёс ему клятву верности, сделал ряд территориальных уступок королю Наварры и был освобождён из-под стражи, хотя одним из условий соглашения между королём Леона и Абд ар-Рахманом III была выдача графа Кастилии халифу. Мир с Наваррой в 962 году был скреплён браком дочери графа Кастилии, Урраки Фернандес, и сына короля Гарсии I Санчо Абарки. Так закончился третий (и последний) мятеж Фернана Гонсалеса против королей Леона.

## Последние годы

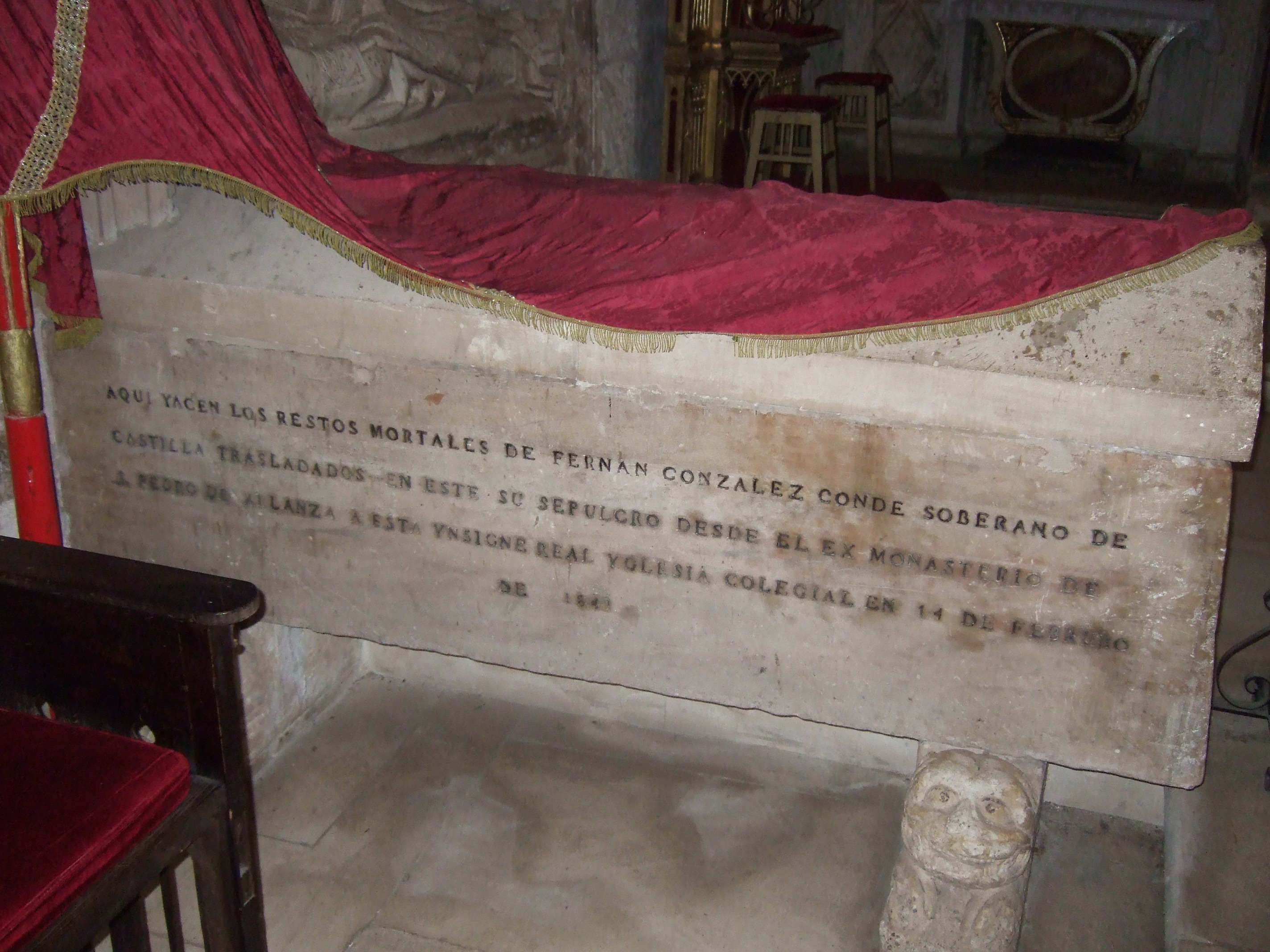
Саркофаг с телом Фернана Гонсалеса. Собор Сан-Косме-и-Сан-Дамиан в Коваррубиас

После того, как в 962 году Ордоньо IV умер в изгнании в Кордове, король Санчо I отказался выполнить условия соглашения о передаче маврам 10 пограничных крепостей. Надеясь, что новый халиф Кордовы, ал-Хакам II, будет не так активен в войне с христианами, как его предшественник, король Леона создал коалицию против мавров, в которую вошли все христианские государи севера Испании: сам Санчо I, граф Кастилии Фернан Гонсалес, король Наварры Гарсия I Санчес и графы Барселоны Боррель II и Миро. Однако ал-Хакам II в 963 году предпринял энергичные меры против союзников: лично возглавил войско и взял Сан-Эстебан-де-Гормас и Атьенсу. Военачальники халифа, Галиб и Саид, взяли Калаорру и укрепили её. Ещё один полководец, Тошиби Йахъя ибн Мухаммад, разбил войско королей Леона и Наварры. Это заставило Фернана Гонсалеса в этом же году заключить перемирие с халифом Кордовы, что позволило ему возвратить под свою власть Сан-Эстебан-де-Гормас. В 965 году между королевством Леон, королевством Наварра и графством Барселона с одной стороны и Кордовским халифатом с другой был подписан договор о мире, согласно которому все вышеперечисленные христианские государства обязывались выплачивать дань халифу.
Последние годы жизни Фернана Гонсалеса прошли в мире. Вторжение викингов в Леон и Галисию в 968 году почти не затронуло Кастилию, войн с маврами не было. Об этом периоде жизни графа Кастилии известно в основном только из выданных им хартий. Даже точная дата смерти Фернана Гонсалеса в источниках не зафиксирована. Согласно исследованиям, Фернан Гонсалес скончался в июне 970 года, но уже в хартии, датированной 1 марта этого года, титулом графа Кастилии наделён его сын Гарсия Фернандес. Он был похоронен рядом со своей первой женой Санчей в монастыре Сан-Педро-де-Арланса. В 1841 году их саркофаги были торжественно перенесены в церковь Сан-Косме-и-Сан-Дамиан в Коваррубиасе, где находятся и по сей день.
Преемником Фернана Гонсалеса в графстве Кастилия стал его сын, граф Гарсия Фернандес.

## Семья

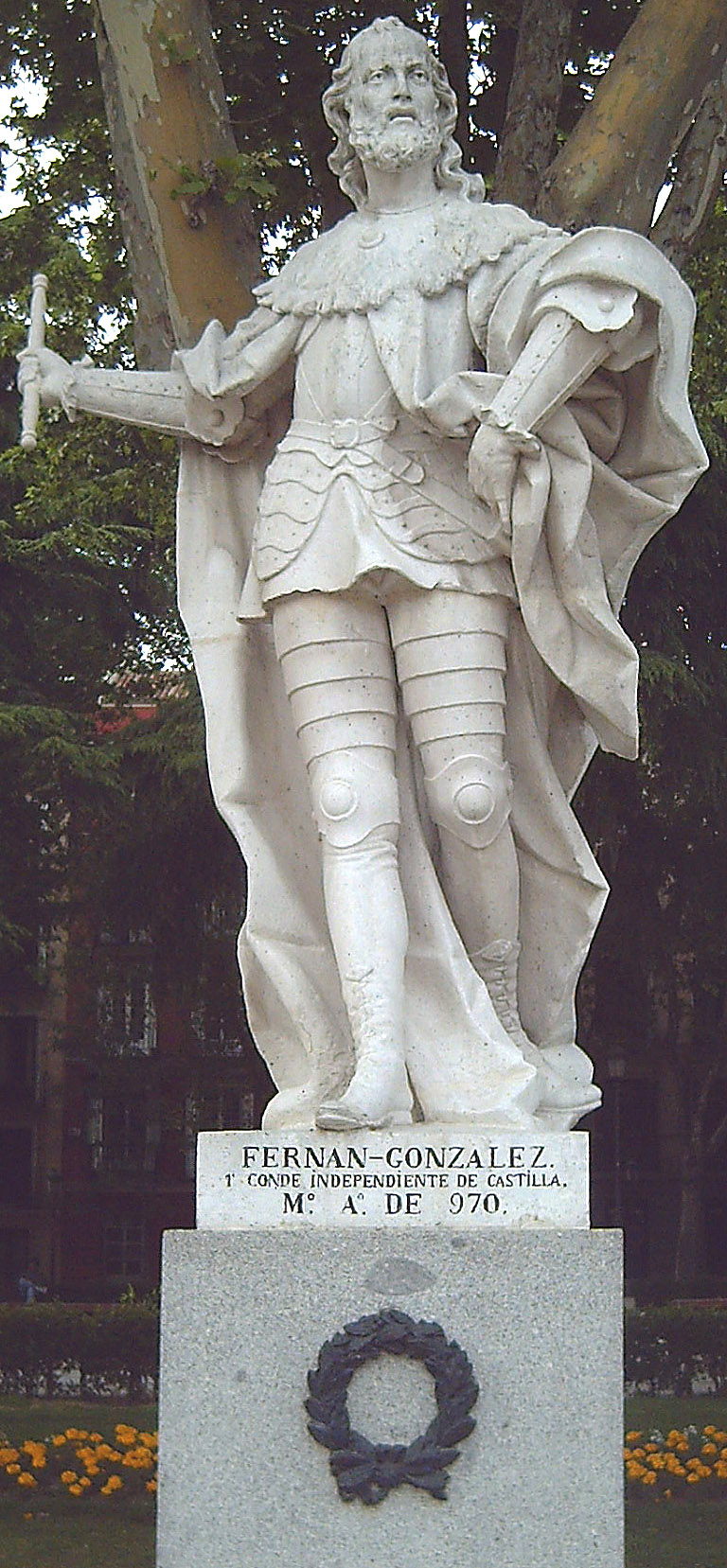
Фернан Гонсалес. Статуя XVIII в.

Фернан Гонсалес дважды вступал в брак. Первой его женой была (с 932 года) Санча (после 900—9 января 952 / 29 ноября 955), дочь короля Наварры Санчо I Гарсеса и Тоды Аснарес. Дети от этого брака:
- Гонсало (ранее 1 августа 935 / 938—после 10 декабря 959) — женат (ранее 29 января 959 года) на Фронильде Гомес (умерла 3 ноября 1009), дочери Гомеса Диаса и Эльдуары
- Санчо (ранее 1 августа 935 / 938—после августа 956) — граф Алавы
- Мунио (Нуньо) (ранее 23 декабря 941—после 6 мая 968) — монах в Карденьи ранее 945 года
- Гарсия Фернандес (умер 1 августа или 30 декабря 995) — граф Кастилии (970—995)
- Муниадонна (умерла после 1015) — замужем (ранее января 970) за Гомесом Диасом (умер после 986), сыном графа Сальдании Диего Муньоса
- Уррака Фернандес (умерла после 1007) — замужем: 1. (с 945) король Леона Ордоньо III (около 926—956); 2. (с 958) король Леона Ордоньо IV (около 926—962); 3. (с 962) король Наварры Санчо II Абарка
- Фронильда (умерла после 1014) — замужем за Роданом, возможно, сыном графа Астуриас-де-Сантильяна Диего Роданисом.

Вторым браком граф Фернан Гонсалес был женат (не позднее 29 ноября 955 года) на Урраке Гарсес (умерла 12 июля 1041), дочери короля Наварры Гарсии I Санчеса. От этого брака у графа Кастилии было два ребёнка: дочь Тода и сын Педро.

## Итоги правления
Главными итогами правления Фернана Гонсалеса являются начало процесса обретение графами Кастилии независимости от королей Леона, превращение графства в наследственное владение и расширение территории Кастилии за счёт заселения соседних с графством земель.
Средневековые испано-христианские хроники, считали Фернана Гонсалеса графом, полностью независимым от Королевства Леон, а некоторые и основателем графства Кастилия, но исследования современных учёных, основанных на изучении всего комплекса источников, показали, что картина взаимоотношений Фернана Гонсалеса и королевской власти Леона выглядит намного сложнее. Благодаря участию в нескольких мятежах, Фернану Гонсалесу удалось достигнуть значительной автономии от Леона и передать свою власть по наследству. Однако то, насколько независим был граф, до сих пор точно не установлено: наряду с использованием Фернаном Гонсалесом в хартии от 11 марта 969 года титула «Граф суверенной Кастилии милостью Божией» и заменой в Кастилии королевского суда институтом местных судей, существуют многочисленные свидетельства о признании Фернаном Гонсалесом над собой верховной власти королей Леона. Поэтому можно говорить только о начале процесса, который был завершён уже при его ближайших преемниках.
В средневековых кастильских хрониках и народной памяти Фернан Гонсалес предстаёт как правитель, заботящийся о своих подданных (в ряде источников он носит прозвище Добрый), беспрерывно и почти всегда успешно воюющий с маврами и отстаивающий интересы кастильцев перед властью королей Леона.

## Герой кастильского эпоса
Граф Фернан Гонсалес, заложивший основы независимости Кастилии, подобно другим героям-основателям, стал главной фигурой кастильского эпоса. Впервые письменно предания о нём были зафиксированы в сочинённой около 1250 года поэме, автором которой был монах монастыря Сан-Педро-де-Арланса, смотритель усыпальницы графа. В основе поэмы лежали ещё более старые народные сказания о Фернане Гонсалесе. В наиболее полном виде поэма о Фернане Гонсалесе была зафиксирована в Cronica General de 1344, в составе которой сохранилась до наших дней. Впоследствии возник целый цикл романсеро, рассказывающий о жизни графа Кастилии и его ближайших потомков.
Эти сказания не являются историческими документами и рассказывают биографию Фернана Гонсалеса так, как она сохранилась в народной памяти. В них граф представлен исключительно кастильским героем, борющимся против леонцев, наваррцев и мавров. Из фактов, составляющих биографию реального Фернана Гонсалеса, в эпосе осталось не так много исторически достоверных фактов. Среди них борьба графа с королём Леона Санчо I (в эпосе он назван Санчо Ордоньесом), плен у короля Наварры (вероятно, за основу взяты события 960 года), брак на наваррской принцессе Санче (воспоминания о 1-м браке Фернана Гонсалеса), долгие войны с маврами (например, сражение при Симанкасе стало основой сюжета для одного из романсеро).
В последующие века ещё многие испанские поэты и драматурги обращались к образу Фернана Гонсалеса, среди них и Лопе де Вега, написавший в 1623 году одну из своих лучших пьес — «Граф Фернан Гонсалес и освобождение Кастилии». Жизнеописанию Фернана Гонсалеса Вашингтон Ирвинг посвятил один из своих испанских очерков (Chronicle of Fernan Gonzalez, count of Castile).
По мотивам «Поэмы о Фернане Гонсалесе» в 1963 году режиссёром Хавьером Сето был снят совместный испано-американский кинофильм «Кастилец» англ. The Castilian) (или «Долина мечей»; исп. El Valle de las Espadas.
Именем Фернана Гонсалеса названы улицы в нескольких городах Испании, в том числе в Мадриде и Бургосе.